# 9453 Mallorca
9453 Mallorca eller 1998 FO1 är en asteroid i huvudbältet, som upptäcktes 19 mars 1998 av de båda spanska astronomerna Ángel López Jiménez och Rafael Pacheco vid Mallorca-observatoriet. Den är uppkallad efter den spanska ön Mallorca.
Asteroiden har en diameter på ungefär 8 kilometer och den tillhör asteroidgruppen Eos.